# Milan Baroš
Milan Baroš, né le 28 octobre 1981 à Valašské Meziříčí, est un footballeur international tchèque qui évoluait au poste d'avant-centre. Il a notamment joué à Liverpool entre 2001 et 2005, club avec lequel il a remporté la Ligue des Champions.

## Biographie

### Les débuts
Baroš commence le football à l'âge de 12 ans à Ostrava. Il ne tarde pas à intégrer le centre de formation du club. En 1998, il devient professionnel à l'âge de 17 ans.
Il ne dispute que six matchs et ne parvient pas à marquer. Évoluant avec les moins de 20 ans de la sélection tchèque, il est repéré par Gérard Houllier, alors entraîneur de l'équipe de France des moins de 20 ans. Il reste encore trois saisons au Banik Ostrava, inscrivant 23 buts.

### EnPremier League
En décembre 2001, Gérard Houllier, devenu entraîneur du Liverpool FC, fait venir Baroš dans son équipe. Lors de ses six premiers mois, celui-ci ne joue aucune rencontre en championnat et fait une seule apparition en Ligue des champions. Lors de sa deuxième saison avec les Reds, il marque 10 buts en 36 matchs. La saison suivante est moins fructueuse pour Baroš : il n'inscrit que 2 buts en 17 matchs.
Lors de la saison 2004-2005, Baroš s'impose comme titulaire avec l'arrivée de Rafael Benitez au poste d'entraîneur, il dispute 40 matchs pour 12 buts. Liverpool FC remporte la Ligue des champions contre l'AC Milan, aux tirs au but après un match nul épique (3-3).
La saison suivante, Baroš n'entre plus dans les plans de Rafael Benitez, à cause du grand nombre d'attaquants chez les Reds : Fernando Morientes, Djibril Cissé, Luis Garcia, Peter Crouch… N'ayant joué que deux matchs lors des tours préliminaires de la Ligue des champions 2005-2006, Baroš quitte le Liverpool FC.
Un temps annoncé proche de l'AS Monaco, il rejoint finalement Aston Villa en 2005. Il s'impose comme titulaire dans ce club en inscrivant treize buts pour une cinquantaine de matchs en une saison et demie.

### En Ligue 1
Gérard Houllier alors entraîneur de l'Olympique lyonnais fait venir Baroš. Le Tchèque avait pourtant refusé la proposition de l'entraîneur français quelques mois auparavant mais Baroš peut jouer la Ligue des champions avec l'OL.
Il est alors échangé contre John Carew qui part à Aston Villa.
Jouant 13 matchs avec Lyon, Baroš inscrit 4 buts, dès ses 4 premières titularisations.
En avril 2007, lors d'un match contre le Stade rennais, il adresse un geste controversé au défenseur camerounais de Rennes Stéphane Mbia, se pinçant le nez en faisant la grimace. La LFP le suspend en mai jusqu'à la fin de la saison (soit trois matchs).
Le 1er novembre 2007, Baroš est flashé par les gendarmes à 271 km/h au volant de sa Ferrari F430 sur l'autoroute française A42 dans l'Ain entre Genève et Lyon, au lieu des 130 km/h autorisés. Cette vitesse constitue un nouveau record sur le département de l'Ain. Son permis de conduire lui est retiré et sa voiture confisquée puis finalement rendue, son avocat ayant pu déceler un vice de procédure rendant illégales les poursuites engagées par le procureur chargé du dossier.

### Retour en Premier League
Le 27 janvier 2008, le prêt de Baroš au club anglais de Portsmouth est officialisé. L'attaquant y reste jusqu'à la fin de la saison mais n'y marque aucun but.
Lyon le vend ensuite au club stambouliote de Galatasaray SK.

### En Süper Lig de Turquie
En août 2008, Baroš signe un contrat de trois ans avec Galatasaray SK pour un montant de 5,5 millions d'euros. Il devient dès lors titulaire de l'équipe stambouliote entraînée par Michael Skibbe puis par Bülent Korkmaz et depuis juin 2009 par Frank Rijkaard. Il s'adapte très vite à la Superligue et finit la saison meilleur buteur avec 20 buts pour 30 matchs joués (le second étant Gülleri Taner à 18 buts).
Il commence la saison 2009-2010 en inscrivant 5 buts en 9 matchs mais, lors de la dixième journée qui oppose Galatasaray et Fenerbahçe, Baroš se casse les métatarses du pied à la première minute. Cette blessure le rend indisponible pendant plusieurs mois.
Sous contrat avec Galatasaray jusqu'en juin 2011, l'international tchèque prolonge son contrat de deux saisons supplémentaires, jusqu'en juin 2013. Il résilie son contrat le 13 février 2013 en commun accord avec le club.
Il retourne  brièvement dans son pays et aide ainsi son club formateur le Banik Ostrava à se maintenir dans l'élite tchèque avec une 14e place en championnat.
Mais après six mois, il fait son retour en Turquie et s'engage avec Antalyaspor lors du mercato 2013. Peu en vue dans sa nouvelle équipe turque, il ne joue seulement une dizaine de matchs et ne marque que 2 buts.

### Retour au pays
Après l'échec de sa saison turque, il revient encore une fois au Banik Ostrava lors du mercato 2014. Malgré une saison difficile, il aide le club à se maintenir à l'ultime journée et finir encore une fois à la 14e place.
Peu motivé à l'idée de revivre pareille saison, il signe le 19 juin 2015 au FK Mladá Boleslav où il fait une bonne saison inscrivant 9 buts toutes compétitions confondues.
Cette performance est suffisante pour attirer un club plus huppé pour la saison 2016/2017 : le Slovan Liberec, ce qui lui permet de retrouver la compétition européenne via la Ligue Europa. Il inscrit son premier but européen depuis 2012 contre le club azerbaïdjanais de Qarabağ FK le 19 septembre 2016. Souvent utilisé comme remplaçant, Baroš fait une saison honorable à près de 35 ans, inscrivant 5 buts en championnat pour 24 matchs joués.
A l'aube de la saison 2017/2018, il fait un nouveau retour dans son club formateur le Banik Ostrava : marquant 9 buts en championnat, il aide son équipe à se maintenir. Il poursuit au sein de ce club les saisons suivantes.
Le 3 juillet 2020, à 38 ans, il met un terme à sa carrière, tiraillé par un corps en souffrance.

### En sélection nationale
Baroš débute en équipe nationale tchèque en 2001 contre la Belgique. Le 12 février 2003 au Stade de France, il marque son but le plus rapide, seulement quatre minutes après être rentré en jeu, confortant la première victoire à l'extérieur 2-0 de la Tchéquie face à la France.
À l'Euro 2004 au Portugal, Baroš termine meilleur buteur du tournoi avec cinq buts. Il est l'une des révélations de la compétition. Il marque des buts décisifs lors de chaque match du premier tour, face à la Lettonie (2-1), aux Pays-Bas (3-2) et à l'Allemagne (2-1), permettant à son équipe de terminer première du groupe D avec 3 victoires. Il inscrit un doublé en quarts de finale face au Danemark : les Tchèques s'imposent largement, 3-0. La République Tchèque s'arrête en demi-finale, éliminée par la Grèce en prolongations (0-1), sur un but en argent de Traïanós Déllas.
Baroš a inscrit 41 buts en 93 sélections avec la Tchéquie, ce qui en fait le deuxième meilleur buteur derrière Jan Koller (55 buts). En équipe nationale, Baroš est souvent soutenu en attaque par Koller. Les déviations de Koller ont permis à Baroš d'inscrire des buts importants. Après la retraite internationale de Koller, il évolue souvent seul en pointe dans un 4-3-3 accompagné par des ailiers rapides tels que Libor Sionko et Marek Jankulovski.
Auteur d'un très mauvais match lors du quart de finale de l'Euro 2012 perdu contre le Portugal (0-1), ainsi que d'un tournoi mitigé sur le plan personnel, Baroš annonce sa retraite internationale le 22 juin 2012.

## Statistiques

### Statistiques de joueur
Le tableau ci-dessous présente les statistiques en carrière de joueur de Milan Baroš 

| Saison                | Club                  | Championnat           | Championnat | Championnat | Coupe nationale | Coupe nationale | Coupe de la Ligue | Coupe de la Ligue | Supercoupe | Supercoupe | Compétition(s) continentale(s) | Compétition(s) continentale(s) | Compétition(s) continentale(s) | Tchéquie | Tchéquie | Total | Total |
| Saison                | Club                  | Division              | M.          | B.          | M.              | B.              | M.                | B.                | M.         | B.         | Comp.                          | M.                             | B.                             | M.       | B.       | M.    | B.    |
| 1998 - 1999           | Baník Ostrava         | Gambrinus Liga        | -           | -           | -               | -               | -                 | -                 | -          | -          | -                              | -                              | -                              | -        | -        | 0     | 0     |
| 1999 - 2000           | Baník Ostrava         | Gambrinus Liga        | -           | -           | -               | -               | -                 | -                 | -          | -          | -                              | -                              | -                              | -        | -        | 0     | 0     |
| 2000 - 2001           | Baník Ostrava         | Gambrinus Liga        | -           | -           | -               | -               | -                 | -                 | -          | -          | -                              | -                              | -                              | 2        | 2        | 2     | 2     |
| 2001 - 2002           | Baník Ostrava         | Gambrinus Liga        | -           | -           | -               | -               | -                 | -                 | -          | -          | -                              | -                              | -                              | 6        | 2        | 6     | 2     |
| Sous-total            | Sous-total            | Sous-total            | 0           | 0           | 0               | 0               | 0                 | 0                 | 0          | 0          | -                              | 0                              | 0                              | 8        | 4        | 8     | 4     |
| 2001 - 2002           | Liverpool FC          | FA Premier League     | -           | -           | -               | -               | -                 | -                 | -          | -          | C1                             | 1                              | 0                              | 2        | 0        | 3     | 0     |
| 2002 - 2003           | Liverpool FC          | FA Premier League     | 27          | 9           | 1               | 0               | 4                 | 2                 | 1          | 0          | C1+C3                          | 5+4                            | 1+0                            | 9        | 6        | 51    | 18    |
| 2003 - 2004           | Liverpool FC          | FA Premier League     | 13          | 1           | 1               | 0               | -                 | -                 | -          | -          | C3                             | 4                              | 1                              | 11       | 11       | 29    | 13    |
| 2004 - 2005           | Liverpool FC          | FA Premier League     | 26          | 9           | 1               | 0               | 4                 | 2                 | -          | -          | C1                             | 14                             | 2                              | 9        | 4        | 54    | 17    |
| 2005 - 2006           | Liverpool FC          | FA Premier League     | 2           | 0           | -               | -               | -                 | -                 | -          | -          | -                              | -                              | -                              | 1        | 0        | 3     | 0     |
| Sous-total            | Sous-total            | Sous-total            | 68          | 19          | 3               | 0               | 8                 | 4                 | 1          | 0          | -                              | 28                             | 4                              | 32       | 21       | 140   | 48    |
| 2005 - 2006           | Aston Villa           | FA Premier League     | 25          | 8           | 3               | 3               | 2                 | 1                 | -          | -          | -                              | -                              | -                              | 10       | 2        | 40    | 14    |
| 2006 - 2007           | Aston Villa           | FA Premier League     | 17          | 1           | 1               | 1               | 3                 | 0                 | -          | -          | -                              | -                              | -                              | 3        | 3        | 24    | 5     |
| Sous-total            | Sous-total            | Sous-total            | 42          | 9           | 4               | 4               | 5                 | 1                 | 0          | 0          | -                              | 0                              | 0                              | 13       | 5        | 64    | 19    |
| 2006 - 2007           | Olympique lyonnais    | Ligue 1               | 12          | 4           | 1               | 0               | 1                 | 0                 | -          | -          | C1                             | 1                              | 0                              | 4        | 1        | 19    | 5     |
| 2007 - 2008           | Olympique lyonnais    | Ligue 1               | 12          | 3           | 1               | 0               | 1                 | 0                 | 1          | 0          | C1                             | 3                              | 0                              | 4        | 0        | 22    | 3     |
| 2007 - 2008           | Portsmouth FC (prêt)  | FA Premier League     | 12          | 0           | 4               | 0               | -                 | -                 | -          | -          | -                              | -                              | -                              | 4        | 0        | 20    | 0     |
| 2008 - 2009           | Olympique lyonnais    | Ligue 1               | -           | -           | -               | -               | -                 | -                 | 1          | 0          | -                              | -                              | -                              | 1        | 1        | 2     | 1     |
| Sous-total            | Sous-total            | Sous-total            | 36          | 7           | 6               | 0               | 2                 | 0                 | 2          | 0          | -                              | 4                              | 0                              | 13       | 2        | 63    | 9     |
| 2008 - 2009           | Galatasaray SK        | Türkcell Süper Lig    | 31          | 20          | 3               | 1               | -                 | -                 | -          | -          | C3                             | 9                              | 5                              | 7        | 0        | 50    | 26    |
| 2009 - 2010           | Galatasaray SK        | Türkcell Süper Lig    | 17          | 11          | -               | -               | -                 | -                 | -          | -          | C3                             | 6                              | 5                              | 5        | 6        | 28    | 22    |
| 2010 - 2011           | Galatasaray SK        | Türkcell Süper Lig    | 17          | 9           | 2               | 0               | -                 | -                 | -          | -          | C3                             | 2                              | 2                              | 3        | 1        | 24    | 12    |
| 2011 - 2012           | Galatasaray SK        | Türkcell Süper Lig    | 28          | 8           | 1               | 0               | -                 | -                 | -          | -          | -                              | -                              | -                              | 12       | 2        | 41    | 10    |
| 2012 - 2013           | Galatasaray SK        | Türkcell Süper Lig    | -           | -           | -               | -               | -                 | -                 | -          | -          | -                              | -                              | -                              | -        | -        | 0     | 0     |
| Sous-total            | Sous-total            | Sous-total            | 93          | 48          | 6               | 1               | 0                 | 0                 | 0          | 0          | -                              | 17                             | 12                             | 27       | 9        | 143   | 70    |
| 2012 - 2013           | Baník Ostrava         | Fortuna Liga          | 12          | 5           | -               | -               | -                 | -                 | -          | -          | -                              | -                              | -                              | -        | -        | 12    | 5     |
| 2013 - 2014           | Antalyaspor           | Türkcell Süper Lig    | 13          | 2           | 3               | 2               | -                 | -                 | -          | -          | -                              | -                              | -                              | -        | -        | 16    | 4     |
| 2014 - 2015           | Baník Ostrava         | Fortuna Liga          | 11          | 2           | -               | -               | -                 | -                 | -          | -          | -                              | -                              | -                              | -        | -        | 11    | 2     |
| 2015 - 2016           | Mladá Boleslav        | Fortuna Liga          | 21          | 6           | 3               | 3               | -                 | -                 | -          | -          | -                              | -                              | -                              | -        | -        | 24    | 9     |
| 2016 - 2017           | Slovan Liberec        | Fortuna Liga          | 24          | 5           | -               | -               | -                 | -                 | -          | -          | C3                             | 5                              | 1                              | -        | -        | 29    | 6     |
| Sous-total            | Sous-total            | Sous-total            | 82          | 20          | 6               | 5               | 0                 | 0                 | 0          | 0          | -                              | 5                              | 1                              | 0        | 0        | 93    | 26    |
| 2017 - 2018           | Baník Ostrava         | Fortuna Liga          | 25          | 9           | 2               | 1               | -                 | -                 | -          | -          | -                              | -                              | -                              | -        | -        | 27    | 10    |
| 2018 - 2019           | Baník Ostrava         | Fortuna Liga          | 16          | 6           | 1               | 1               | -                 | -                 | -          | -          | -                              | -                              | -                              | -        | -        | 17    | 7     |
| 2019 - 2020           | Baník Ostrava         | Fortuna Liga          | 16          | 1           | 2               | 2               | -                 | -                 | -          | -          | -                              | -                              | -                              | -        | -        | 18    | 3     |
| Sous-total            | Sous-total            | Sous-total            | 58          | 16          | 5               | 4               | 0                 | 0                 | 0          | 0          | -                              | 5                              | 1                              | 0        | 0        | 68    | 21    |
| Total sur la carrière | Total sur la carrière | Total sur la carrière | 379         | 119         | 30              | 14              | 15                | 5                 | 3          | 0          | -                              | 54                             | 17                             | 93       | 41       | 574   | 196   |

1. ↑  À partir de fin décembre 2001.
2. 1 2  À partir d'août 2008.
3. ↑  À partir de janvier 2007.
4. ↑  À partir de fin septembre 2014.

## Palmarès
- Tchéquie
  - Vainqueur du Championnat d'Europe espoirs en 2002
  - Meilleur buteur de l'Euro 2004 avec 5 buts
- Liverpool
  - Vainqueur de la Ligue des champions de l'UEFA en 2005
  - Vainqueur de la Coupe de la Ligue anglaise en 2003
  - Finaliste de la Coupe de la Ligue anglaise en 2005
- Olympique lyonnais
  - Champion de France en 2007 et 2008
  - Vainqueur de la Peace Cup en 2007
  - Vainqueur du Trophée des champions en 2007
  - Finaliste du Trophée des champions en 2008
  - Finaliste de la Coupe de la Ligue en 2007
- Portsmouth
  - Vainqueur de la Coupe d'Angleterre en 2008
- Galatasaray
  - Champion de Turquie en 2012
  - Vainqueur de la Supercoupe de Turquie en 2008 et 2012
  - Meilleur buteur du Championnat de Turquie en 2009 avec 20 buts